# Question méridionale

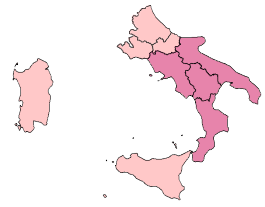
Le Mezzogiorno (définition large en rose clair, définition restreinte en rose foncé)

La « question méridionale » (en italien questione meridionale) est une expression interrogeant la faiblesse socioéconomique du Mezzogiorno (c'est-à-dire le sud de l'Italie) en comparaison aux autres régions de l'Italie et notamment au nord.
Elle a été employée pour la première fois en 1873 par le député radical lombard Antonio Billia, sous-entendant la désastreuse situation économique du Mezzogiorno face aux autres régions italiennes qui venaient alors d'être unifiées. Elle reste toujours d'actualité et a encore une place de choix parmi les grandes questions politiques du pays.

## Historique

### Naissance
Si l'annexion du Mezzogiorno au royaume piémontais marque l'unité politique italienne, elle révèle rapidement aussi les différences entre le nord et le sud du pays.
La première référence à la question méridionale est faite en 1873 par le député d'extrême-gauche lombard Antonio Billia (1831-1873). Celui ci cherche alors par cette expression à désigner les disparités économiques existant entre le sud et le nord. Lors des élections générales italiennes de 1874 le Mezzogiorno vote fortement pour la gauche historique ce qui menace aux yeux de la droite au pouvoir la stabilité du royaume. Pasquale Villari dans ses Lettere meridionali publiées en 1875 affirme déjà que la fracture Nord-Sud met en péril l’unification italienne en cours.
Le Parlement cherche par des enquêtes à mieux comprendre les enjeux méridionaux et le gouvernement doit entrevoir une autre réponse que la seule répression. Les théories de l'anthropologue Cesare Lombroso  (L’Uomo delinquente, 1876) influencent également fortement l'idée parmi le corps politique italien des méridionaux congénitalement délinquants ou fainéants.
En 1877, deux hommes politiques toscans appartenant à la droite historique, Leopoldo Franchetti et Sidney Sonnino, réalisent l’enquête en Sicile dans laquelle ils relèvent les conditions de vie difficiles des populations du sud (notamment le travail de jeunes enfants siciliens dans les mines de soufre de l'île), en opposition à celles des régions septentrionales de l'Italie. Ils participent à installer une image de la Sicile fertile délaissée par un peuple primitif, sclérosée par le féodalisme et gangrénée par la mafia, tendant plus de l'Afrique du nord que de l'Europe. À l'instar des courants colonialistes, ils justifient une mission civilisatrice de l’État central pour offrir le progrès à l'île.

### Personnalités «méridionalistes»
De très nombreuses personnalités, le plus souvent du monde politique ou universitaire, se sont intéressées de près à la question méridionale : 
- Giustino Fortunato (1848-1932), historien et sénateur italien ;
- Stefano Jacini (1826-1891), économiste et ministre italien ;
- Benedetto Croce (1866-1952), fondateur du Parti libéral italien, philosophe et ministre italien ;
- Francesco Saverio Nitti (1868-1953), économiste et président italien du Conseil des ministres ;
- Antonio Gramsci (1891-1937), philosophe et théoricien communiste ;
- Tommaso Pedio (1917-2000), historien et avocat italien ;
- Denis Mack Smith (1920-2017), historien britannique.

## Une origine pré-unitaire controversée
L'origine des différences économiques et sociales entre le sud et le nord de l'Italie est depuis longtemps controversée. Cela est aussi bien dû à des motifs politiques qu'idéologiques.
Ainsi, une partie des personnalités ayant étudié le phénomène considère que l'origine du retard du Mezzogiorno serait pré-unitaire tandis qu'une seconde partie, soutenant l'hypothèse du retard post-unitaire, pense qu'il succéderait à l'unification de la péninsule italienne.

### Théorie de Nitti: origine post-unitaire

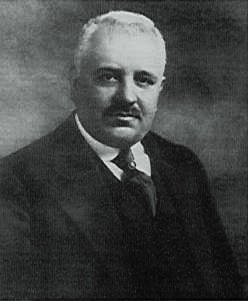
L'économiste et homme politique Francesco Saverio Nitti.

L'hypothèse du retard post-unitaire est soutenue par de nombreuses personnalités. Parmi celles-ci on compte Francesco Saverio Nitti (1868-1953), économiste et président du Conseil des ministres, qui soutient que, contrairement à d'autres puissances européennes et mondiales comme l'Empire britannique, la France, les États-Unis, l'Empire allemand et la Belgique, les nombreux États de l'Italie pré-unitaire connaissaient de grandes difficultés de croissance économique, dues pour la majeure partie aux révoltes et rébellions internes ainsi qu'aux nombreuses guerres d'indépendance, notamment la Première guerre d'indépendance italienne de 1848 à 1849 et la Seconde guerre d'indépendance italienne en 1859. De plus, la péninsule italienne fait aussi face à des problèmes sanitaires et d'épidémies, avec notamment la malaria qui sévit dans le Mezzogiorno.
Francesco Saverio Nitti soutient également qu'avant l'unité, il y avait peu de différences économiques marquées entre les états pré-unitaires et que l'on ressentait partout le manque de présence de grandes firmes et entreprises. Il dit ainsi qu'avant 1860, il n'y avait presque aucune trace de grande industrie : la Lombardie, qui a été à la fin du XIXe siècle et jusqu'à aujourd'hui une région célèbre pour son industrie, ne pouvait alors compter économiquement que sur l'agriculture et le Piémont, fortement industrialisé aujourd'hui, n'était qu'un arrière-pays agricole et rural. Il en était ainsi de même pour l'Italie centrale, l'Italie du Sud et la Sicile dont les conditions de développement économique étaient très modestes.
Dans sa jeunesse et une vingtaine d'années avant de devenir président du Conseil des ministres, Nitti est très critique envers les différents gouvernements de son pays qu'il accuse d'être à l'origine des inégalités entre le nord et le sud. Il soutient ainsi la thèse selon laquelle les tout premiers gouvernements du royaume d'Italie, fondé en 1861, se concentraient plus sur le développement des régions septentrionales en raison d'une sorte de continuité politique entre le royaume d'Italie et les précédents royaumes du nord du pays. Ainsi, alors que le nord se développait économiquement et industriellement grâce à un régime des douanes favorable en Ligurie, au Piémont et en Lombardie, le sud n'était considéré que comme un « fief politique ».
À travers ses études, Nitti réussit donc à démontrer que les pressions fiscales pour les tributs et les impôts, que le royaume d'Italie appliquait peu de temps après sa création, étaient fortement inégales selon les régions et les villes touchées. Ainsi, des grandes villes du Mezzogiorno comme Potenza, Bari ou Campobasso subissaient des pressions fiscales bien supérieures à des villes du nord comme Udine, Alexandrie ou Arezzo.
Toutefois, Nitti n'oublie pas non plus la classe politique du sud de l'Italie qu'il considère aussi comme responsable en l'accusant de médiocrité et de malhonnêteté qu'il explique en relayant les stéréotypes d'une prétendue « race méridionale » .

### Théorie de Mack Smith: avancés piémontaises
L'historien britannique contemporain Denis Mack Smith (né en 1920, mort en 2017), spécialisé en histoire italienne du Risorgimento à nos jours, soutient une vision légèrement différente, bien que non opposée, de celle de Nitti. Comme il l'expose dans son ouvrage Histoire de l'Italie de 1861 à 1997, le Piémont pré-unitaire aurait été guidé vers l'industrialisation par l'élite libérale de cet État dans les années 1850, soit une décennie avant l'unification de la péninsule italienne. Il aurait alors connu une croissance économique importante jusqu'à se retrouver au même niveau que les autres puissances européennes grâce à des innovations technologiques et civiles majeures.
Le code civil piémontais, surnommé le code civil albertin et appliqué, outre au Piémont, à tout le royaume de Sardaigne, qui avait été promulgué en 1837 par le roi Charles-Albert de Sardaigne est réformé sur le modèle français, en apportant ainsi des avancées civiques et juridiques favorables à l'émergence d'un progrès technologique majeur tout en introduisant la notion de centralisation. Une nouvelle banque nationale, permettant de fournir des crédits aux entreprises industrielles, est fondée et les droits de douane sont réduits significativement en ouvrant ainsi le commerce avec les pays voisins. Des ingénieurs et des techniciens piémontais sont également envoyés au Royaume-Uni pour y étudier l'industrie de l'armement et les infrastructures de ce pays afin de ramener ces innovations en Italie. On dénote ainsi un très fort développement des infrastructures : le Canale Cavour est bâti en 1857 et permet de rendre très fertile la région autour des villes de Verceil et Novare. De plus, les chemins de fer sont rallongés et de nouveaux sont construits de telle manière qu'en 1859 le Piémont possédait déjà plus de 50 % du réseau ferroviaire de la péninsule italienne : dès les années 1860, il était possible de rejoindre Paris en un seul jour grâce au chemin de fer du Mont-Cenis.
De plus, d'après Mac Smith, les méthodes d'agriculture du sud de l'Italie, alors appartenant au royaume des Deux-Siciles, étaient restées inchangées et fondées sur un système féodal. Ainsi, des latifundia appartenant à des familles nobles ou bourgeoises étaient cultivés par des ouvriers agricoles. Les aristocrates possédant les terres ne vivaient pas sur leurs propres domaines, mais dans les villes voisines et se détournaient pour la majorité de la gestion de leurs propriétés. En conséquence, ils ne trouvaient aucun intérêt à améliorer les techniques de production et de culture qui auraient pu faire évoluer la situation économique du pays.Les conditions de vie de ces ouvriers agricoles étaient misérables. Ils devaient affronter la malaria, les brigands, le manque d'eau potable, la malnutrition et étaient pour la plupart contraints de vivre à plus d'une dizaine de kilomètres de leur lieu de travail. À cela venaient s'ajouter les problèmes d'analphabétisme et de chômage de sorte qu'un paysan du Mezzogiorno gagnait souvent moitié moins qu'un paysan du nord. Les industries étaient localisées dans des zones restreintes et profitaient surtout à la couronne.

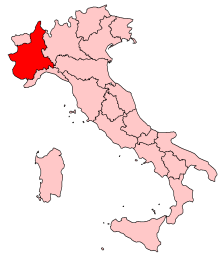
Situation du Piémont.
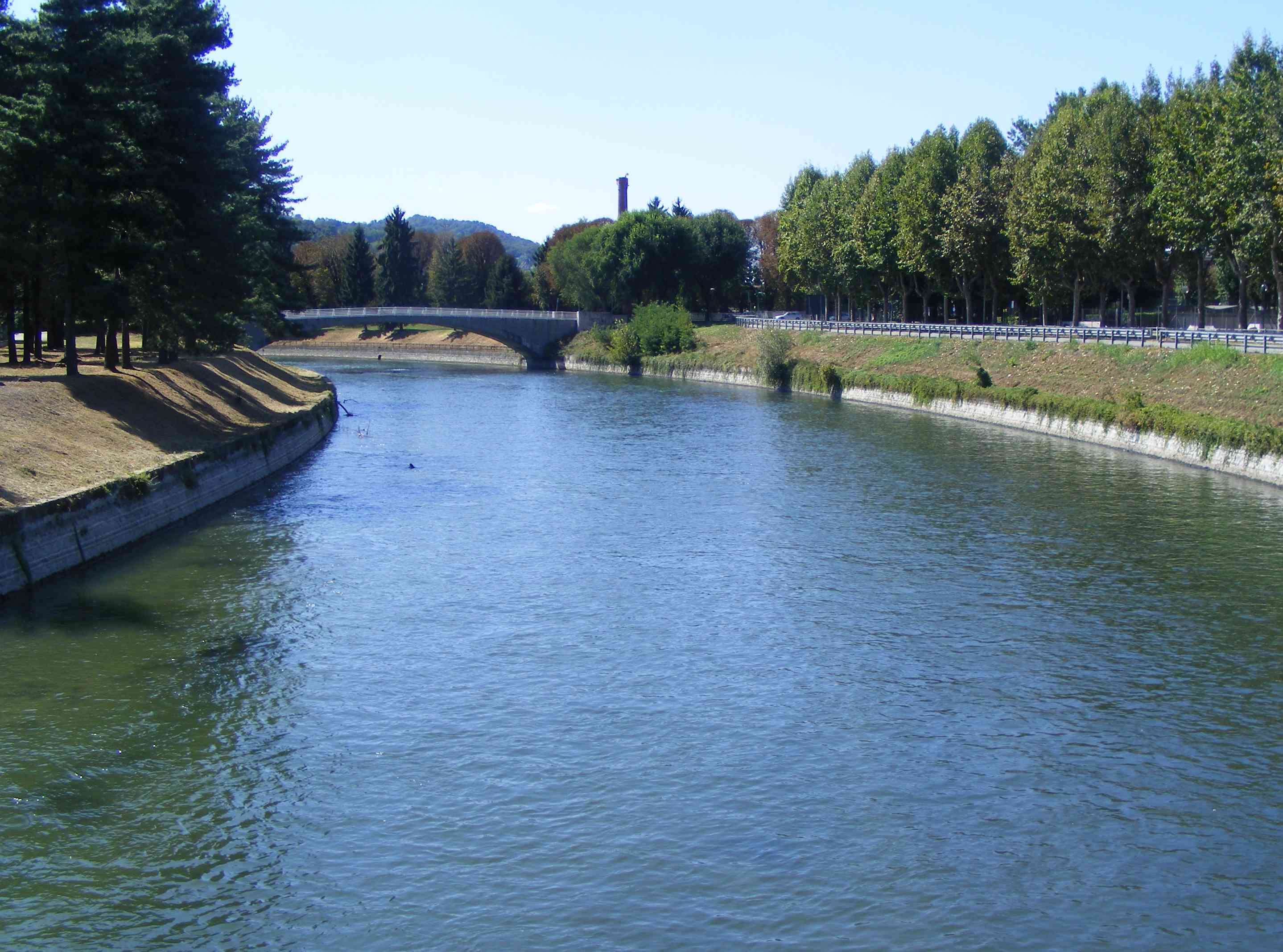
Le Canale Cavour, symbole de l'industrialisation du Piémont.
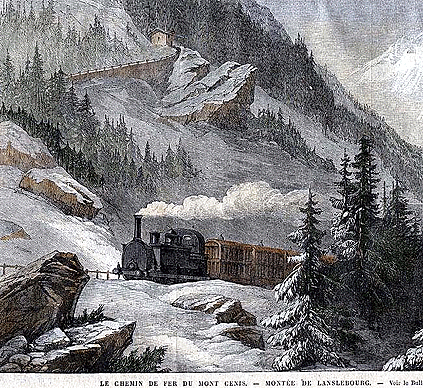
Le Chemin de fer du Mont-Cenis.

## De l'Italie post-unitaire à nos jours

### Différences économiques post-unitaires
Comme montré par Denis Mack Smith, l'industrialisation du Piémont, qui aurait commencé dès les années 1850, continue et s'amplifie dans les décennies suivant l'unification italienne, jusqu'à s'étendre à la majorité du nord du pays en marquant ainsi durablement les inégalités entre régions du nord et régions du sud. Le Sud de l'Italie présente une économie essentiellement agraire, avec un faible tissu industriel, et une forte croissance démographique.
C'est ainsi qu'en 1871, dix ans exactement après l'unification de la péninsule, les divisions économiques et industrielles de l'Italie post-unitaire sont fortement marquées. Les régions du nord comme le Piémont, la Lombardie, la Ligurie et, bien qu'en moindre mesure, la Vénétie sont les plus fortement industrialisées. Seul le centre de la Sicile (autour de Palerme, chef-lieu de l'île) et le centre-nord de la Campanie (la province autour de Naples, ex-capitale du royaume des Deux-Siciles) réussissent à rivaliser avec le nord. Toutes les provinces d'Italie centrale bordant la mer Adriatique ainsi que les régions des Pouilles, de la Basilicate et de la Calabre sont très loin derrière.
En 1911, le PIB par habitant du Mezzogiorno est inférieur de 25 point à la moyenne nationale et plus de la moitié des habitants sont analphabètes.
Encore aujourd'hui, de nombreuses différences subsistent. On notera ainsi le revenu par tête avec un large écart entre nord et sud et dont la courbe semble diverger et donc ne pas s'améliorer. Les universitaires Vittorio Daniele et Paolo Malanima ont ainsi démontré en 2007 que de très grandes disparités existent encore au niveau du revenu, le revenu par tête des habitants du nord étant de plus de 50 % supérieur à celui des habitants du sud. D'après leur étude, les disparités auraient commencé à croître entre l'unification italienne et 1913 et le fossé ne se serait réduit depuis que durant les Trente Glorieuses.

Indice d'industrialisation selon les provinces italiennes en 1871.
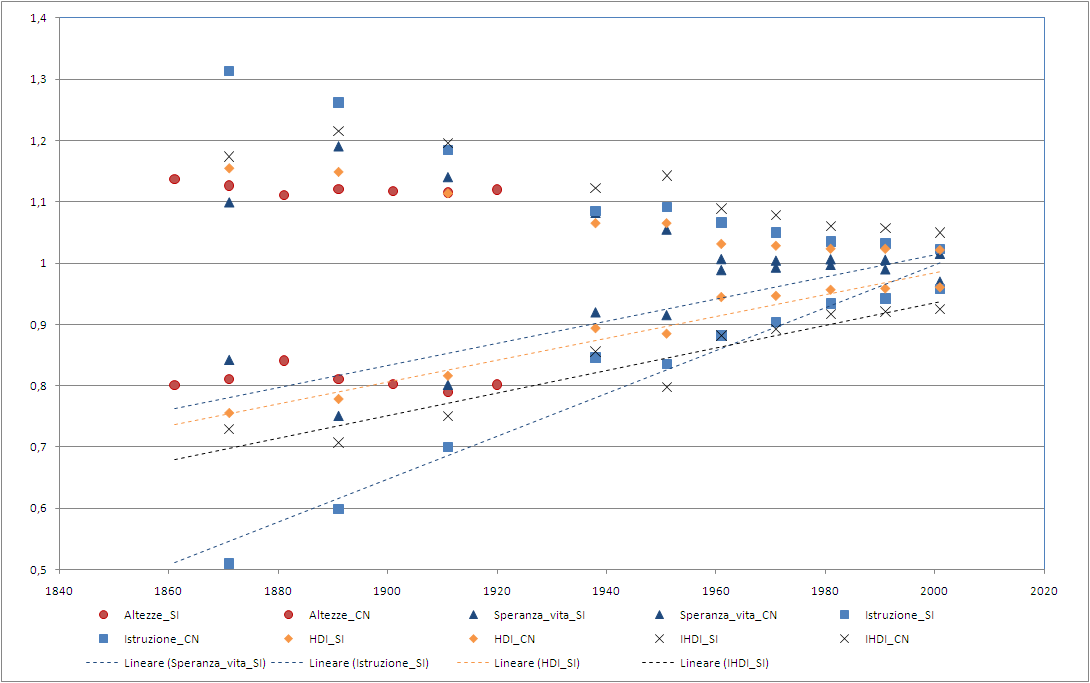
Convergence des indicateurs de développement social.
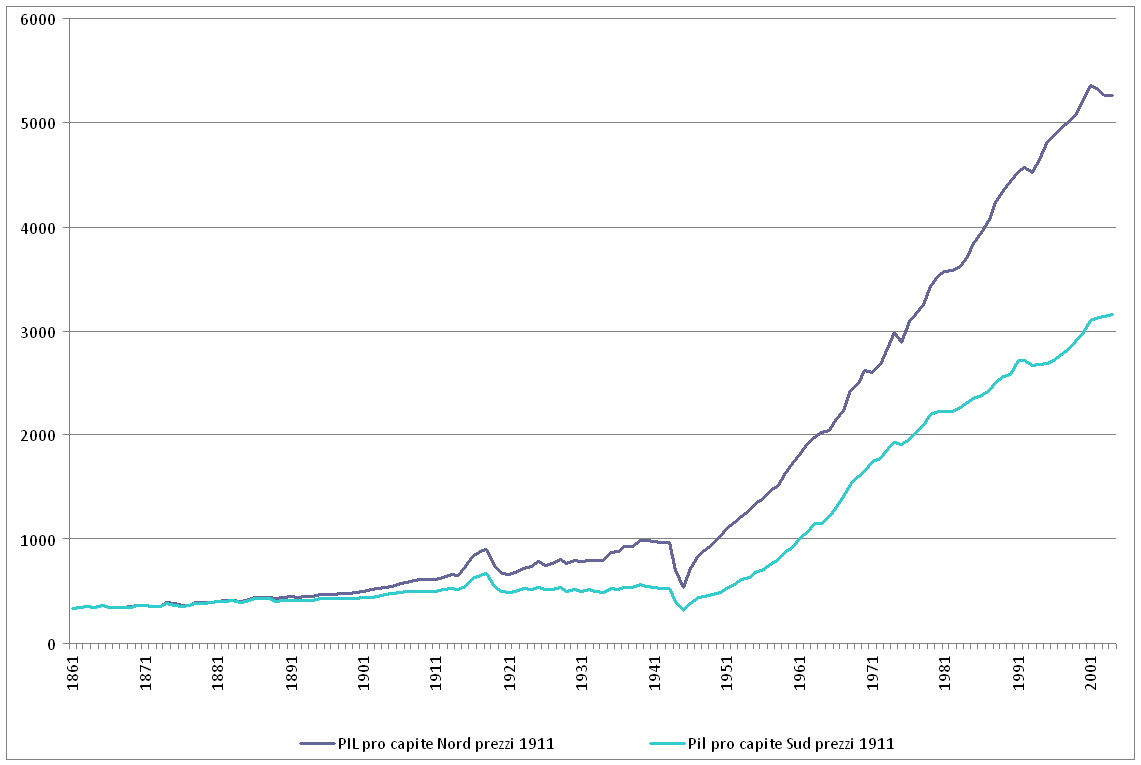
Divergence du revenu par tête entre nord et sud.

### Conséquences entreXIXeetXXesiècles

#### Brigandage post-unitaire

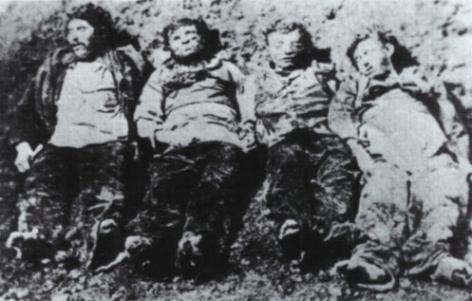
Brigands de la Basilicate de la bande Volonnino, fusillés par l'armée de Savoie.

L'école révisionniste a réinterprété le brigandage post-unitaire comme une révolte légitime, excessivement réprimée par l’État italien post-unitaire. Elle le voit comme un mouvement de résistance politique, certains comparent même par analogie à ce qui s'est passé par la suite avec les partisans italiens contre les troupes allemandes au cours de la Seconde Guerre mondiale. Le député Giuseppe Ferrari, au cours d'un débat parlementaire, déclara :

« Les réactionnaires des Deux-Siciles se battent sous un drapeau national, vous pouvez les appeler brigands, mais les pères et les aïeux de ceux-ci ont bien par deux fois rétabli les Bourbons sur le trône de Naples, et chaque fois la dynastie légitime a été chassée par la violence, le Napolitain a donné tant de brigands au point de fatiguer l'usurpateur et le convaincre que, dans le royaume des Deux-Siciles, le seul souverain capable de gouverner, doit être la dynastie des Bourbons, parce que c'est la famille royale en laquelle ils ont foi, et pas dans les autres. Les ennemis des Bourbons disent ce qu'ils veulent, mais ma conviction est celle-ci, basée sur l'expérience du passé et les faits qui actuellement ont lieu. »

— Giuseppe Ferrari
La répression du brigandage, obtenue avec succès et avec beaucoup de difficulté en environ dix ans par le gouvernement unitaire, a été sévèrement critiquée par les révisionnistes en raison de la violence avec laquelle l'armée royale italienne, en particulier après la promulgation de la loi Pica, a mené des exécutions sommaires sans jugement ou des jugements hâtifs sur le terrain par des tribunaux militaires, et a souvent exécuté même ceux qui étaient seulement soupçonnés de complicité ou d'adhésions aux bandes de brigands.
La violence des affrontements est attestée par le fait que pas moins de 14 000 brigands ou présumés tels ont été fusillés, tués pendant les combats ou arrêtés pendant la période d'application de la loi.

#### Émigration des populations du sud

Carte du nombre d'émigrants par région entre 1876 et 1915.

Alors que l'émigration italienne vers d'autres pays d'Europe, puis vers l'Amérique, débute dès la première moitié du XIXe siècle en Italie du nord (notamment au Piémont et en Vénétie), la forte période d'émigration des populations du Mezzogiorno ne commence qu'après l'unification de l'Italie, vers la fin du XIXe siècle et le début du XXe siècle. Cela est principalement dû à l'appauvrissement économique du sud alors que le nord commence à s'industrialiser.
On remarque la forte émigration provenant du Mezzogiorno principalement à partir de 1900 et dans les décennies suivantes, alors que l'émigration des populations du nord avait jusque-là primé :
| Rang | Région    | Nombre d'émigrants | Origine |
| ---- | --------- | ------------------ | ------- |
| 1    | Sicile    | 1 126 513          | Sud     |
| 2    | Campanie  | 955 188            | Sud     |
| 3    | Vénétie   | 882 082            | Nord    |
| 4    | Piémont   | 831 088            | Nord    |
| 5    | Lombardie | 823 695            | Nord    |
| 6    | Calabre   | 603 105            | Sud     |
| 7    | Sardaigne | 603 105            | Sud     |

#### Historiographie
Le méridionalisme marque l'historiographie du Mezzogiorno et de la Sicile durant un siècle. À partir des années 1970, les historiens, professeurs dans les universités du Sud de l'Italie, dépassent le prisme d'une société demeurée féodale, immuable depuis le Moyen Âge, rétive à la modernité et subissant les changements.